# Вулиця Ігоря Замоцького (Кропивницький)
Вулиця Ігоря Замоцького — вулиця у Подільському районі міста Кропивницького.
Вулиця пролягає від стадіону «Зірка» до мікрорайону Велика Балка. Вулицю перетинають вулиці В'ячеслава Чорновола, Велика Перспективна, Пашутінська, Арсенія Тарковського, Михайлівська, Архангельська, Кропивницького.
На вулиці розташована пожежна частина, на території якої існує музей пожежної справи Кіровоградщини.

## Історія
Виникла у середині XVIII століття переселенцями з Берислава. Починалася Бериславська у Ковиловому степу на лівому березі Біянки, доходила спершу до Архангельської. В кінці 1840-х років подовжена до Невської (зараз Пашутінська). Такою вона була до кінця 40-х років XX століття.
Нинішня назва — з 1970 року. Названа на честь Героя Радянського Союзу Олексія Семеновича Єгорова (1914–1970), який у роки Другої світової війни очолював весь партизанський рух Чехословаччини. З 1956 року Олексій Єгоров з родиною проживав в Кіровограді, працював першим заступником голови Кіровоградської обласної ради та зробив багато для розвитку області та міста Кіровограда. Єгорова поховано на Меморіальному цвинтарі на фортечних валах міста Кропивницький, де йому встановлено пам'ятник. 

## Джерело
- Матівос Ю.М. Вулицями рідного міста, Кіровоград: ТОВ «Імекс-ЛТД», стор. 61-62